# Principe (metropolitana di Genova)
Principe è una stazione sotterranea della metropolitana di Genova. 
Sita all'incrocio tra Via Andrea Doria e Via Fanti d'Italia, si trova nei pressi della stazione ferroviaria di Genova Piazza Principe, del Palazzo del Principe e della parte occidentale del quartiere popolare di Prè. La fermata permette un agile interscambio con la stazione ferroviaria e con molte linee di autobus, alcune delle quali effettuano capolinea proprio in corrispondenza dell'accesso alla stazione, ad esempio la linea collinare 36 o la linea 7, importante asse di forza che collega Principe con Pontedecimo.
In zona, anche se non nelle immediate vicinanze, è presente anche la stazione a valle della ferrovia a cremagliera Principe-Granarolo.

## Storia
Costruita a partire dal 1989, la stazione venne attivata il 13 luglio 1992, come capolinea del prolungamento proveniente da Dinegro inaugurato in occasione delle celebrazioni colombiane. Rimase capolinea per undici anni, fino al 7 agosto 2003, quando venne attivato il prolungamento per San Giorgio.
Al momento della sua entrata in servizio, la stazione non era terminata del tutto: pur essendo dotata dei servizi essenziali al suo funzionamento, l'unica entrata era ancora "al rustico" e vi si accedeva tramite scale di accesso provvisorie. La stazione restò tale per quasi un decennio, fino ai primi anni 2000, quando in vista del prolungamento a levante venne completata con le strutture e gli arredi mancanti.

## Struttura ed Impianti
Progettata da Renzo Piano, la struttura è a banchina centrale con due binari laterali e un sovrappasso di collegamento all'accesso principale. La stazione si trova sotto il livello del mare, ad una profondità di circa 15 metri rispetto al piano stradale.

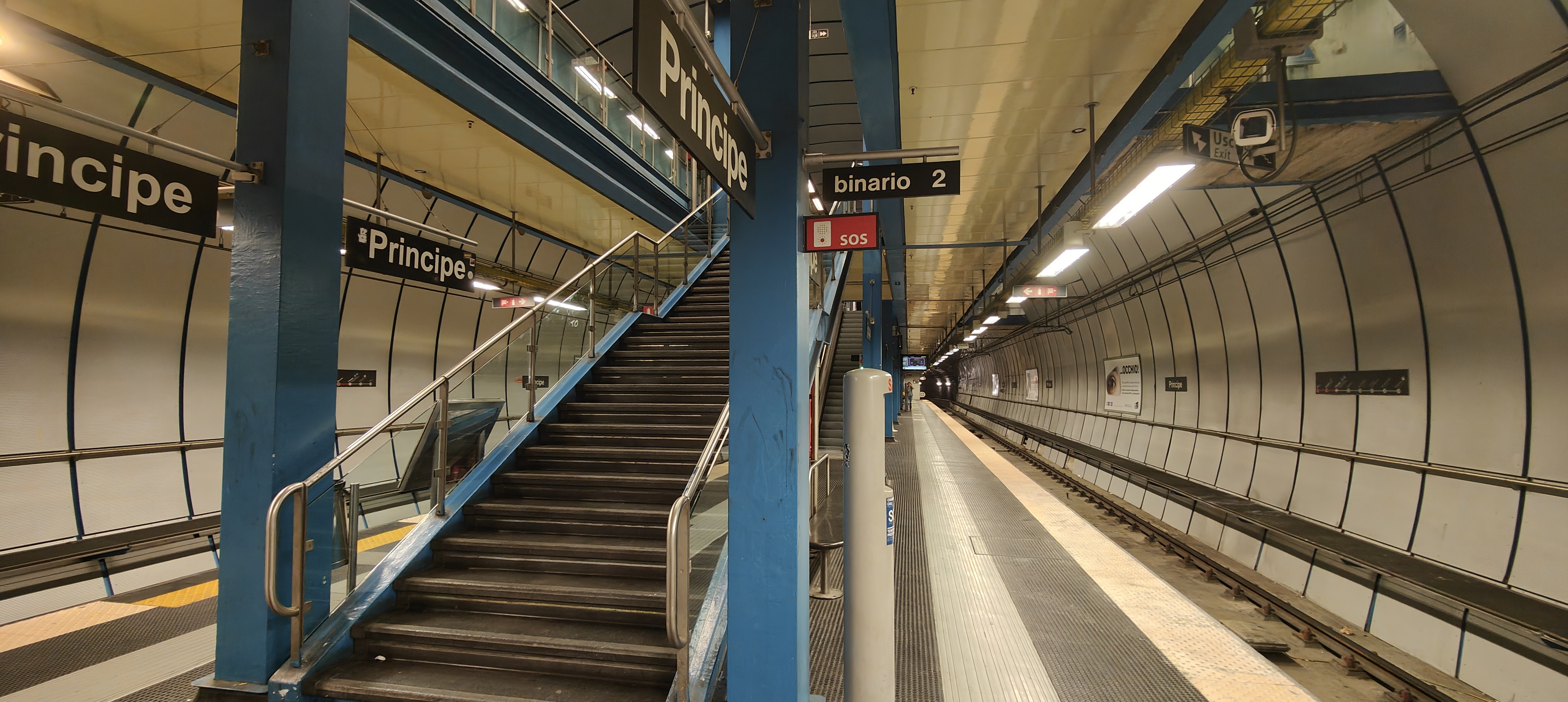
Vista del piano del ferro

È dotata di un'unica uscita, in Via Fanti d'Italia, che è stata negli anni soggetta a lavori di rifinitura; tra il 2010 ed il 2016 è stato realizzato un sottopassaggio che collega direttamente la fermata della metropolitana all'adiacente stazione ferroviaria ed al parcheggio di interscambio sotterraneo della stazione stessa.